# Русино (Чагодощенский район)
Ру́сино — покинутая деревня в Чагодощенском районе Вологодской области России.
Входит в состав Лукинского сельского поселения, с точки зрения административно-территориального деления — в Лукинский сельсовет.
Расстояние по автодороге до районного центра Чагоды — 47 км, до центра муниципального образования деревни Анишино — 6 км. Ближайшие населённые пункты — Бабушкино, Бельское, Наумовское.
По данным переписи в 2002 году постоянного населения не было.